# 約束はいらない
「約束はいらない」（やくそくはいらない）は、坂本真綾のデビューシングル。

## 概要
坂本真綾の歌手デビュー作品。当時坂本はまだ無名の声優であったが、同曲がテーマソングとなったアニメ『天空のエスカフローネ』とともに知名度を上げることとなる。後に「指輪」が同アニメの劇場版映画の主題歌となった。
カップリング曲「ともだち」は後に1枚目のアルバム『グレープフルーツ』にて「MY BEST FRIEND」というタイトルで全英語詞で収録されている。
累計出荷枚数は3万枚。

## 収録曲
（全作詞：岩里祐穂 / 作曲・編曲：菅野よう子）
1. 約束はいらない[注 1]
  - テレビ東京系アニメ『天空のエスカフローネ』オープニングテーマ[1][2]
2. ともだち[注 2]
  - テレビ東京系アニメ『天空のエスカフローネ』挿入歌
3. 約束はいらない（オリジナル・カラオケ）
4. ひとみのタロット占い（BONUS TRACK）モノローグ

## 他のアーティストによるカバー
- やなぎなぎ - カバーソングプロジェクト『CrosSing』にてカバー[5]。2024年6月26日に「約束はいらない from CrosSing」として配信リリース。